# Yattendon Castle
Yattendon Castle ist die Ruine eines befestigten Herrenhauses in der Gemeinde Yattendon in der Harde Faircross im District West Berkshire in der englischen Grafschaft Berkshire.

## Geschichte
Auf dem Gelände von Yattendon Castle stand ursprünglich ein befestigtes Herrenhaus. In diesem Haus wohnte Anfang des 15. Jahrhunderts Sir Richard Merbrook. Seine Tochter Alice heiratete Sir John Norreys († 1. September 1466) aus Ockwells Manor House, einen Knight of the Shire von Berkshire und Keeper of the Wardrobe von König Heinrich VI. Anschließend verblieb die Burg mehr als 200 Jahre lang im Eigentum der Familie Norreys.
Sir John Norreys kaufte viele angrenzende Ländereien und erhielt am 20. Januar 1448 die königliche Erlaubnis, sein Herrenhaus zu befestigen (engl. „Licence to Crenellate“) und etwa 240 Hektar Land einzuschließen. Der Sohn von John und Alice Norreys, Sir William Norreys (1433–1507) erbte später die Burg. Er gehörte zur Armee, die der spätere König Heinrich VII. 1485 von der Bretagne herüberbrachte und nahm auch an der Schlacht von Bosworth teil.
Auf der Burg residierte vermutlich auch William Norreys' ältester Sohn, Sir Edward Norreys († 1487), zur Zeit seines Vaters. Edward Norreys hatte zwei Söhne: Sir John Norreys (1481–1564), der die Burg erbte, aber ohne legitimen Erben starb, und Sir Henry Norreys, der 1536 wegen einer angeblichen Affäre mit Königin Anne Boleyn enthauptet wurde. Die Burg fiel dann an Edwards Enkel, Henry Norreys, 1. Baron Norreys (1525–1601), den Sohn des oben erwähnten Sir Henry Norreys. Henry Norreys war ein lebenslanger Freund von Königin Elisabeth I. und Vater von sechs Söhnen, darunter John Norreys, einem bekannten englischen Soldaten.
Die Burg wurde im englischen Bürgerkrieg größtenteils von den Parlamentaristen zerstört. 1785 wurde an ihrer Stelle ein neues Herrenhaus errichtet. Heute kann man von der alten Burg nur noch Spuren des Burggrabens sehen.

## Königliche Besucher
- Heinrich VIII. und Katharina von Aragon besuchten Yattendon Castle 1520. Man sagt, dass die Hofdame der Königin, Anne Boleyn, in die der König damals bereits verliebt war, ihr Taschentuch während eines Tanzes fallen ließ. Sir Henry Norreys soll es aufgehoben haben.[1] Dieser Vorfall, der „Queen Anne's Dance“ genannt wurde, diente bei Anne Boleyns und Henry Norreys' Prozess als Beweis für die Affäre der beiden.
- Elisabeth I. weilte auf dem Weg zu ihrem Gefängnisaufenthalt in Woodstock auf Yattendon Castle.